# Bill Kirchenbauer
Bill Kirchenbauer é um ator e comediante austríaco, mais conhecido por seus inúmeras participações em séries de televisão estadunidenses entre as décadas de 1970 e 1990. Seu papel mais conhecido é do Treinador Lubbock em Growing Pains e Just the Ten of Us.
Kirchenbauer também teve papéis recorrentes em Fernwood 2Nite e America 2-Night como o comediante Tony Rolletti; em Mork & Mindy como T.N.T., e em Clueless novamente como o Treinador Lubbock. Também foi um competidor regular do programa Match Game em 1990.